# 九州横断バス

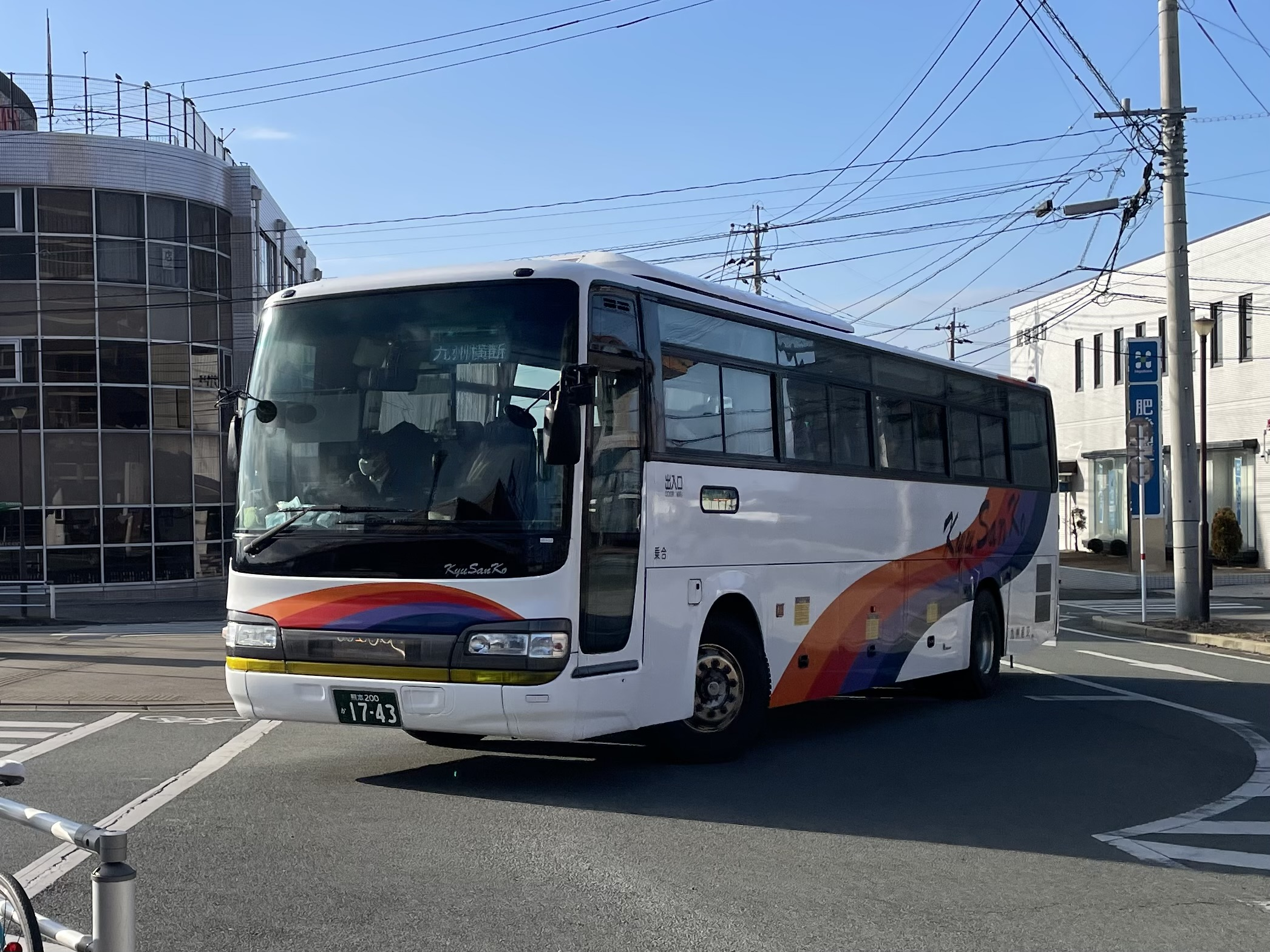
九州横断バス（九州産交バス）

九州横断バス（きゅうしゅうおうだんバス）は九州産交グループが運行する定期観光バスである。かつて九州横断バスが運行していた熊本 - 雲仙 - 長崎間を一時期運行していた雲仙・長崎オーシャン観光バスについても記述する。

## 概要

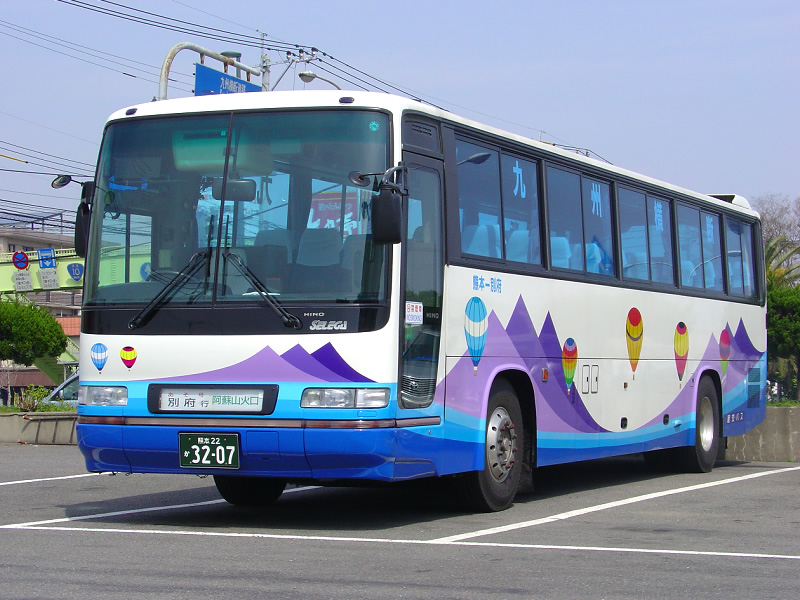
九州国際観光から移管した頃の車両

運行ルート沿線には阿蘇山をはじめ、黒川温泉や由布院、城島高原、別府温泉、水前寺公園や熊本城など観光資源に非常に恵まれており、また車窓には雄大な阿蘇の景観が展開する。定期観光バスとされているものの、実質的には熊本市と由布市・別府市を結ぶ路線バスとして機能しており、九州産交バス公式サイトおよび各バス案内サイト等では「路線バス」「都市間バス」「高速バス」等と案内されている。
過去においては長崎 - 熊本 - 別府という文字通り九州を横断する長距離路線を構成しており、熊本以西では天草や雲仙などをコースに含んでいた。1992年10月当時は、長崎 - 熊本（「ながさき号」）、熊本 - 別府（「あそ号」「くじゅう号」）といった区間便が主体で、その他一日で長崎 - 別府を走破する便（「やまなみ号」）、別府から阿蘇を観光して別府に戻る便（「あそ登山号」）もあり、また一部は途中に熊本市内遊覧（熊本城・水前寺公園）も経路上に組み込まれていた。なお、元々この路線はかつて九州国際観光バスが運行していたが、同社の解散に伴って九州産交バスが運行するようになった。
九州産交バスに移管後も暫くは九州国際観光バス時代の便をほぼ継承しており、全ては九州横断道路を通るルートとしていたが、のちに黒川温泉への乗り入れ開始や長崎 - 熊本間の廃止などの一部経路変更などを経て、さらに2011年4月のダイヤ改正において運行内容が当時に比べ大幅に変化しているとともに、かつては阿蘇山西駅で食事付きで阿蘇山観光ができる90分間の休憩も一部便に設定されていたが、2014年4月のダイヤ改正で廃止された（後述）。
現在は熊本を基点として、別府、由布院、黒川温泉、阿蘇駅前という系統（発着順不同）。が各1往復ずつ、合計4往復運行されていたが、2016年熊本地震の影響により、熊本 - 由布院間と熊本 - 別府間の2系統のみ運行、さらに2021年4月より新型コロナウイルス感染症 (COVID-19) の世界的流行よる影響により一時期は1日1往復（朝の別府発1便と午後の別府行1便のみ）の運行となっていた。2023年8月以降は、由布院発着2往復・別府発着1往復の合計3往復体制となっている。

## 運行会社
- 九州産交バス（担当：高速営業所）

## 運行形態
九州横断バスは現在下記2系統において運行されている（2023年8月1日改正）。全便を通じて便ごとに1～8号までの番号が付けられており、奇数番号は熊本発・偶数番号は熊本着となる。（4号と5号は欠番）
- 由布院線【熊本 - 由布院】 - 1号・3号（熊本発）、6号・8号（由布院発）
- 別府線【熊本 - 別府】 - 7号（熊本発）、2号（別府発）

### 所要時間
- 熊本 - 黒川温泉：3時間15分
- 熊本 - 由布院：4時間30分
- 熊本 - 別府：4時間44分

### 停車箇所
▽：別府方面行きは乗車のみ、熊本行きは降車のみ
▽▲：別府方面行きは乗車のみ、熊本行きは乗降可
◆：両方向ともに乗降可
△：別府方面行きは降車のみ、熊本行きは乗車のみ
| 停車停留所名                            | 停留所所在地 | 停留所所在地   | 由布院線 | 別府線 | 備考                  |
| --------------------------------------- | ------------ | -------------- | -------- | ------ | --------------------- |
| 熊本駅前                                | 熊本県       | 熊本市西区     | ▽        | ▽      | 7番のりば発、降車場着 |
| ANAクラウンプラザホテル熊本ニュースカイ | 熊本県       | 熊本市中央区   | ▽        | ▽      |                       |
| 熊本桜町バスターミナル                  | 熊本県       | 熊本市中央区   | ▽        | ▽      | 6番乗り場発           |
| 通町筋                                  | 熊本県       | 熊本市中央区   | ▽        | ▽      |                       |
| 熊本県庁前                              | 熊本県       | 熊本市中央区   | ▽        | ▽      |                       |
| 益城インター口                          | 熊本県       | 上益城郡益城町 | ▽        | ▽      |                       |
| 阿蘇くまもと空港                        | 熊本県       | 上益城郡益城町 | ▽▲       | ▽▲     |                       |
| 大津駅南口                              | 熊本県       | 菊池郡大津町   | ◆        | ◆      |                       |
| アーデンホテル阿蘇                      | 熊本県       | 阿蘇郡南阿蘇村 | ◆        | ◆      |                       |
| 乙姫ペンション村入口                    | 熊本県       | 阿蘇市         | ◆        | ◆      |                       |
| カドリー・ドミニオン前                  | 熊本県       | 阿蘇市         | ◆        | ◆      |                       |
| 阿蘇駅前                                | 熊本県       | 阿蘇市         | ◆        | ◆      |                       |
| 内牧（阿蘇プラザホテル）                | 熊本県       | 阿蘇市         | ◆        | ◆      |                       |
| 南小国町役場前                          | 熊本県       | 阿蘇郡南小国町 | ◆        | ◆      |                       |
| 満願寺入口                              | 熊本県       | 阿蘇郡南小国町 | ◆        | ◆      |                       |
| 黒川温泉                                | 熊本県       | 阿蘇郡南小国町 | ◆        | ◆      |                       |
| 瀬の本（三愛レストハウス）              | 熊本県       | 阿蘇郡南小国町 | ◆        | ◆      |                       |
| 筋湯温泉入口                            | 大分県       | 玖珠郡九重町   | ◆        | ◆      |                       |
| 牧の戸峠                                | 大分県       | 玖珠郡九重町   | ◆        | ◆      |                       |
| くじゅう登山口（長者原）                | 大分県       | 玖珠郡九重町   | ◆        | ◆      |                       |
| 飯田高原（エルランチョ前）              | 大分県       | 玖珠郡九重町   | ◆        | ◆      |                       |
| 小田の池                                | 大分県       | 由布市         | ◆        | ◆      |                       |
| 由布院駅前バスセンター                  | 大分県       | 由布市         | △        | ◆      |                       |
| 城島高原                                | 大分県       | 別府市         |          | ◆      |                       |
| 鉄輪                                    | 大分県       | 別府市         | ◆        |        |                       |
| 別府観光港（第三埠頭）                  | 大分県       | 別府市         | △        |        |                       |
| 別府交通センター                        | 大分県       | 別府市         | △        |        |                       |
| 別府北浜                                | 大分県       | 別府市         | △        |        |                       |
| 別府駅前本町                            | 大分県       | 別府市         | △        |        |                       |

- 阿蘇くまもと空港は、別府方面行が2番のりば、熊本行が1番のりばからの発着となる。
- 別府駅の乗り場は他のバス（大分交通・亀の井バス）が発着している駅前広場（バスターミナル）ではなく、駅東口前通りの路上（大分交通・亀の井バスの駅前本町停留所）である。
- 鉄輪の乗り場は他のバス（大分交通・亀の井バス）が発着している「鉄輪」「鉄輪口」バス停ではなく、ホテル山水館の前に単独の乗り場を設置している。
- 阿蘇駅前・瀬の本・小田の池においてトイレ休憩をおこなう。
- かつて2016年4月の熊本地震前までは「立野」「猿まわし劇場前」「阿蘇ファームランド」「湯の谷リゾートホテル喜楽座」（いずれも南阿蘇村）「草千里・阿蘇火山博物館前」「阿蘇山西駅（現：阿蘇山上ターミナル）」（阿蘇市）においても乗降扱いを行っていたが、地震の影響によりこれらの停留所は休止中となって以降、2020年10月11日に国道57号現道復旧以降も停車再開しておらず、公式サイト上でも停留所案内が消去され事実上廃止扱いとなっている。その後、2023年4月1日より別系統にて熊本市内からアーデンホテル阿蘇・阿蘇ファームランドを経由し阿蘇山上ターミナルとを結ぶ路線が新設される事となった。こちらは1日1往復の運行で予約定員制となっている。

### その他乗車に際しての注意
- 全便予約制となっているが、空席があれば予約無しでも乗車可能（満席時は乗車できない）。予約は1ヶ月前より電話もしくはインターネット「発車オ〜ライネット」で受付ける。
- 「SUNQパス」（北部九州+下関版・全九州+下関版）、くまモンのICCARDでの利用も可能である。
- そのほか、途中で後続のバスに乗り継ぎながら観光できる「九州横断乗継きっぷ」が熊本 - 阿蘇駅前・黒川温泉・由布院バスセンター・別府間、阿蘇山西駅 - 別府間及び阿蘇駅前 - 別府間に設定されている。直行運賃よりも割高だが、発売日から2日間有効で、途中で1泊することもできる。九州横断バスのほか、たかもり号と阿蘇登山線にも有効。桜町BT内産交バスサービスセンターと産交バス阿蘇営業所で発売。
- 2023年11月30日より、空港リムジンバスなどで既に導入されているクレジットカードによるタッチ決済が導入され、国際ブランド（Visa・JCB・American Express・Diners Club・Discover・銀聯・Mastercard（2025年2月24日より））のタッチ決済対応クレジットカード・デビットカード・プリペイドカードならびにスマホアプリが使用可能となった。使用方法として、乗車時に乗降口に設置されている専用機器にカード等をタッチし、降車時において運賃箱に取付けてある専用読取機器に再度カード等をタッチする事で決済完了となる。

## 使用車両 ・車内設備
- ハイデッカー（4列（2＋2列）リクライニングシート）
  - 日野自動車 セレガ（現行車種、２台別府駐在）
  - いすゞ自動車 ガーラ（初代自社生産車種、貸切転用汎用車、基本西部配置）
  - ヒュンダイ ユニバース（初代車種、現行車種（AT車）各１台ずつ別府駐在）

## 沿革
- 1964年 九州国際観光バスにより運行開始。
  - 当時の主な運行ルート（1990年時点）
    - 長崎 - 別府「やまなみ号」：長崎 - 雲仙・島原 - 熊本 - 阿蘇山火口遊覧 - 別府
    - 雲仙 - 別府「うんぜん号」：雲仙・島原 - 熊本（熊本市内遊覧） - 阿蘇火口遊覧 - 別府
    - 熊本 - 別府「あそ号」：熊本（熊本市内遊覧） - 阿蘇（阿蘇山・火山博物館遊覧） - 別府
    - 別府 - 阿蘇 - 別府「あそ登山号」：阿蘇山火口遊覧
    - 長崎 - 阿蘇「ながさき号」：長崎 - 雲仙（普賢岳遊覧）・島原 - 天草五橋 - 熊本市内遊覧 - 阿蘇
    - 熊本 - 別府「くじゅう号」：途中観光無しの直通便
- 2000年 九州国際観光バス解散に伴い、九州産業交通が引き継ぐ。
- 2003年4月1日 阿蘇 - 瀬の本間の運行経路を一部変更し、黒川温泉へ乗り入れ開始[2]。
- 2004年9月30日 長崎 - 熊本間を廃止[3]。
  - 全便熊本 - 別府間のみのルートとして1日4往復[注 3]。
- 2006年9月30日 「あそ号」の一部コースとしていた熊本市内遊覧を廃止[4]。代替として翌月より土･日･祝日のみ熊本市内定期観光バスを運行[注 4]。
- 2011年4月1日 ダイヤ改正により運行内容が大幅変更[5]。
  - 1日4往復から1往復増便。
  - 従来の「くじゅう号」・「あそ号」の区分から「九州横断バス1 - 10号」として統一。
  - これまでの全便別府発着便から一部便は「黒川温泉」ならびに「ゆふいん七色の風」バス停からの発着便として分割。これに伴い一部停留所の新設または廃止ならびに運行経路も若干変更（一部便にミルクロード経由を新設）。
  - インターネットによる予約をこれまでの「楽バス（現：@バスで）」から「発車オ〜ライネット」へ変更。
- 2011年12月1日 ダイヤ改正。一部便のミルクロード経由を廃止し、全便を立野（国道57号）経由へ。
- 2012年4月1日 - 新コース「熊本 - 南阿蘇 - 黒川温泉」間を1日1往復（51号・52号）運行開始[6]。
  - 運行ルート：熊本駅前 - 熊本全日空ニュースカイ前 - 熊本交通センター - 通町筋 - 熊本県庁前 - 益城インター口 - 久木野庁舎前 - 白川水源入口 - 高森中央 - 白川水源入口 - 阿蘇山西駅 - 草千里 - 阿蘇駅前 - 内牧（ホテル角萬前） - 南小国町役場前 - 満願寺入口 - 黒川温泉
    - 高森中央で途中休憩を設定。また、白川水源入口で一旦下車後水源を散策したのち、36分後同じバスに再度乗車する事も可能。現金乗車の場合は一旦下車の際にこれまで利用した区間運賃を一度精算しなければならない（「SUNQパス」・「あそまる」利用はそのまま乗降可）。

  - また同日から九州産交バス熊本営業所と産交バス高森営業所の共同運行となる。これに伴い、これまで運行していた阿蘇南登山線（縦断コース・登山コース）は廃止された。
- 2013年4月1日 ダイヤ改正により運行内容の一部変更[7]。
  - これまで停車していた「ゆふいん七色の風」停留所の廃止（由布院発着便は「由布院駅前バスセンター」始発・終着へ）。
  - 南阿蘇ルート（51号・52号）を廃止。
- 2014年4月1日 ダイヤ改正により運行内容の一部変更。
  - 1日5往復10便から4往復8便に減便。由布院・黒川・別府発着を各1往復体制とし、残る1往復は阿蘇駅前発着とする。
  - これまで4号・7号で実施していた阿蘇山西駅における90分間の休憩（昼食付・阿蘇山観光）を廃止。
  - 「杉乃井ホテル」における乗降扱いを廃止し、新たに「鉄輪」に停車。
  - 別府市内の停車停留所の停車順を、別府駅前 - 別府北浜 - 別府交通センター - 別府観光港（第三埠頭）に変更。
- 2015年3月21日　ダイヤ改正。新たに「湯の谷リゾートホテル喜楽座」に停車。また、「別府駅前」は「別府駅前本町」へ名称変更。
- 2015年10月1日 - 熊本市桜町一帯再開発事業におけるバスターミナル建て替えに伴い、熊本交通センター乗降場所を変更[8]。
- 2016年4月15日 - 前日に発生した熊本地震の影響で全便運行見合わせとなる。16日未明の本震で南阿蘇村を中心に大半の道路が決壊・土砂の崩落などの甚大な被害を受け一部区間が不通となり、引き続き全便運休していたが、5月1日からは当面特別ダイヤにおいて熊本－別府間の1日1往復のみ運行再開[9]。立野－乙姫ペンション村入口間は迂回運行のため停車しない。5月16日からは乙姫ペンション村入口での乗降が可能に（それ以外の停留所は引き続き休止）。
- 2016年8月1日 - 地震の為運休していた熊本－由布院間の運行を再開。
- 2018年12月1日 - ダイヤ改正により熊本 - 由布院間の運行を1往復増便し1日3往復体制に。同時に「内牧」停留所の乗降場所を変更し、これまでの「ホテル角萬前」から「阿蘇プラザホテル前」へ。
- 2019年4月1日 - 熊本駅前再開発工事着手に伴い、九州横断バスの乗り場がこれまでの「のりば3」（高速・特急バス専用）から、一般路線バス熊本交通センター方面乗り場と同じ「のりば1」へ変更。
- 2019年9月11日 - 熊本市桜町一帯再開発ビル（名称：SAKURA MACHI Kumamoto）完成に伴う同ビル内バスターミナルに乗り入れ開始により、熊本交通センター乗降場所を変更。名称もこれまでの「熊本交通センター」から「熊本桜町バスターミナル」に改称[10][11]。
- 2020年4月1日 - 新型コロナウイルスの世界的感染拡大の影響による利用客減少を受け、この日より同年4月24日までの期間においては3往復のうち1往復2便（由布院発着便（熊本発3号・由布院発8号））を運休。
- 2021年4月1日 - ダイヤ改正により新たに「アーデンホテル阿蘇」へ乗り入れ開始[注 5]。また、熊本側では熊本駅周辺再開発による駅前広場整備完了に伴い、九州横断バス乗り場をのりば1（一般路線バス桜町BT方面）からのりば7（高速・特急・空港リムジン専用）へ変更。
- 2022年7月1日 - 同年11月30日までの期間限定において、黒川発着便の起終点を瀬の本（レストハウス）まで延伸[12]。
- 2022年12月1日 - 黒川発着便の瀬の本（レストハウス）までの延伸運行を当面期間延長。
- 2023年8月1日 - 黒川発着便の廃止ならびに瀬の本（レストハウス）への延伸運行を終了。この日より由布院発着2往復・別府発着1往復の合計3往復体制となる。
- 2023年11月30日 - 運賃支払い方法として新たにクレジットカードまたはカード決済アプリ搭載のスマートフォンにおけるタッチ決済を導入[13]。

## ハウステンボス号、雲仙・長崎オーシャン観光バス

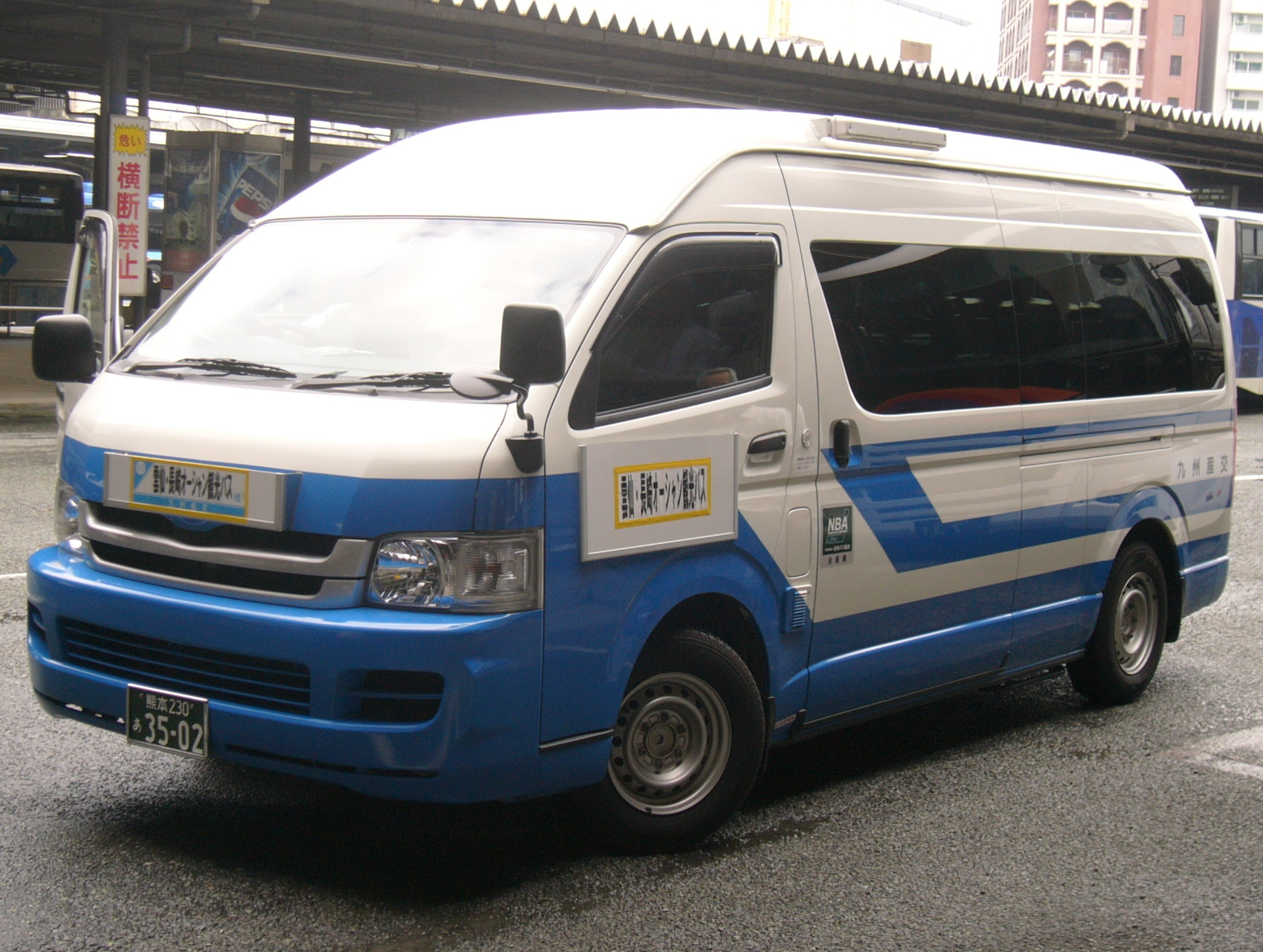
過去には豆バスで運行されていた

かつて九州横断バスが運行していた熊本 - 雲仙 - 長崎間を事実上復活させた形で九州産交バスが一時期運行していた定期観光バスである。2010年10月1日、関西からの往復JR利用に宿泊をセットにした旅行プランのオプション商品として、熊本市内（ホテルキャッスル・熊本交通センター・全日空ホテルニュースカイ前・熊本駅新幹線口）から雲仙温泉・小浜温泉・長崎駅・ハウステンボスまでの片道1本で運行開始。途中島原城と雲仙温泉で下車散策・昼食時間が取られていた。
2012年4月1日からは昼食・下車散策をやめ、熊本交通センターから長崎市の稲佐山観光ホテル間までの1往復の運行に改められ、前日正午までの完全予約制ながらバスのみの利用が可能となった。途中、全日空ホテルニュースカイ前と熊本駅新幹線口で乗車（熊本行では下車）、水無本陣、雲仙みかどホテル、雲仙地獄（九州ホテル前）、長崎駅前で下車（熊本行では乗車）が可能であった。また、熊本 - 長崎間を乗車する場合、島原半島で途中下車して宿泊し、翌日の同じバスに乗り継ぐ企画券も販売されているが、1日で乗車するより割高な設定であった。
2013年4月1日からは1日2往復に増便され、新たに長崎側の運行事業者である長崎バス観光を加え2社による共同運行体制となり、長崎市側の停留所は長崎新地ターミナル・長崎駅前（大村競艇バス乗り場）・ココウォーク茂里町に変更。さらに、水無本陣・雲仙地獄における下車散策も再開。これに合わせ、雲仙温泉・小浜温泉で途中下車し、長崎県営バス運行の長崎市内行き路線バスへは追加料金なしで乗り継ぎが可能となるなど、島原半島内における滞在時間を確保することで途中観光しながらの移動もより便利になった。
途中熊本港 - 島原港間を熊本フェリーにバスごと乗船する。なお、熊本フェリーがドック入りで運休する期間はバスも運休となっていた。
また、熊本とハウステンボスを直接結ぶ「ハウステンボス号」も1日1往復運行されていた。過去に運行されていた同じく熊本 - 佐世保・ハウステンボスを結ぶ高速バス「さいかい号」とは異なり途中の停留所には停車しない。2012年度は熊本交通センター始発着であったが、県南地域からの延伸要望により2013年4月より松橋産交始発着・熊本交通センター経由に変更された。
これらは九州横断バスと異なり、「SUNQパス」は北部九州版・全九州版とも利用不可であった。また、完全予約制のため予約無き場合は空席の有無にかかわらず乗車できなかった（予約が1名も無き日は運休となっていた）。
なお、運行車両は基本的に一般観光タイプの大型ハイデッカー車両が使用されるが、予約の状況に応じて中型車または小型マイクロバスとなることもあった。2012年度においては、過去に天草地区の一般路線から転用された11人乗り一般乗用車タイプのワンボックスカー（トヨタハイエースコミューター　通称：豆バス）が使用されていた。
2017年11月30日の運行を以って雲仙・長崎オーシャン観光バスは運休となった。